# Општина Усора
Усора је општина у Босни и Херцеговини, између Добоја и Тешња, издвојена као засебна општина у току рата у Босни и Херцеговини. Пре рата у Усори је живело око 8.500 особа. У рату су се многи људи са тога подручја иселили, углавном у западну Европу, Хрватску и Америку. Седиште општине је у насељу Омањска.

## Историја
Простор око доњег тока реке Усоре и њених притока зове се напросто Усора.
Био је настањен још у палеолиту (старије камено доба). Име Усора спомиње се први пут године 1225, у писму папе Хонорија III угарском краљу Андрији II. Простор Усоре је припадао немањићкој Србији за вријеме краља Драгутина, и то у периоду када је на том и околним просторима изграђен велики број цркава и манастира Српске православне цркве, који су били задужбина ове српске династије.